# Historisk fiktion
Historisk fiktion är fiktion som utspelar sig i det historiska förflutna.
Historisk roman är en vanlig form av historisk fiktion, men historisk fiktion kan även vara film, teater, tv-serier, tecknade serier, datorspel med mera.

## Exempel på historisk fiktion

### Historiska romaner
Den första historiska romanen var Walter Scotts Waverley (1814) och genren har sedan dess behållit en hög popularitet.

### Teater
Många av William Shakespeares pjäser är historisk fiktion, till exempel Macbeth, Rickard III och Henrik VIII.

### Film
Till exempel Spartacus och Gladiator.

### Tv-serier
Till exempel Downton Abbey och Svarte orm.

## Historisk fiktion
Historisk fiktion är en benämning på den genre där historiska fakta blandas med fiktion, i böcker, tidningar, konst, TV-serier, film, teater, TV-spel och andra medier. Det är en genre brukar sorteras under paraplybeteckningen fantastik eller spekulativ fiktion eftersom inslag från till exempel folklore, romance eller fantasy kan ingå. Historisk fiktion är en berättelse som utspelas i det förflutna. Ramen kan utgöras av en tidsepok med olika händelser och personer enligt vad som är känt och accepterat enligt historievetenskapen Huvudpersonerna är däremot oftast fiktiva, dvs. påhittade. De sociala, politiska och ekonomiska villkoren skildras kanske inte neutralt, eftersom genren utvecklades och blev populär under 1800-talet, samtidigt som nationalismen blommade upp. Genren har en tämligen anglosfär bakgrund, och Thomas Lelands Longsword, Earl of Salisbury: An Historical Romance (1762),  Clara Reeves, The Old English Baron (1778) och Sir Walter Scotts roman Ivanhoe från 1819 är tidiga exempel, samtida med industrialismens framväxt. Efter England följde Skottland (till exempel Jane Porters The Scottish Chiefs (1810)). 

### Verk från 1300- och 1400-talen
Dock kan gestalten Robin Hood – enligt traditionen en legendarisk fredlös stråtrövare som tar av de rika och ger åt de fattiga i 1200-talets England, första gången omnämnd år 1377 i William Langlands verk Piers Plowman och sedan återberättad och utbroderats otaliga gånger – ses som ett mycket tidigt och tydligt exempel på historisk fiktion.
Ett annat exempel från 1300-talet är Luo Guanzhongs verk De tre kungadömena, en historisk roman där andelen fiktion är avsevärt mindre än när det gäller Robin Hood, och som täcker en av de viktigaste perioderna i kinesisk historia och som lämnat en bestående inverkan på kinesisk kultur. 

### Irland: Fantasy i stället för historiska romaner och fiktion
Det gjordes många försök att staka ut en mall för den irländska historiska romanen, ett Irland som sedan 1100-talet varit ockuperat av England och i 700 år fört ett av och till uppblossande befrielsekrig mot engelsmännen.The Wild Irish Girl. A National Tale av Sydney Owenson (Lady Morgan) född 1776 i Dublin, död 1859 i London), kan möjligen beskrivas som en irländsk historisk roman men det var fråga om en specialgenre som brukar kallas brevroman/dagboksroman. De irländska författarna skrev för engelska och inte irländska läsare, så det kom aldrig någon egentlig historisk nationalromantisk irländsk roman under 1800-talet.
Thomas Davis (1814-1845) var en irländsk tidningsman, bard och skald med protestantisk bakgrund som verkade för ett irländskt nationaltänkande som skulle förena irländarna oavsett om de var katoliker eller protestanter. Inspirerad av skotten Thomas Carlyle och andra historiskt-romantiska författare formulerade han först sina idéer i Dublin Historical Society och därefter genom kraftfulla artiklar i olika irländska dagstidningar. Övertygad om vikten av att motverka anglifieringen av den irländska kulturen argumenterade han för ett återupprättande av det iriska språket. Hans historiska ballader var oerhört populära över hela Irland, och som obestridd ledare för den så kallade Young Irland-gruppen försökte han överföra denna organisations nationalkänsla till den masspublik han hade som bard.Det visade sig dock vara svårt att skapa ett "acceptabelt" förflutet i 1800-talets Irland, där de religiösa och politiska motsättningarna var djupare än i exempelvis Skottland. Med tiden började författare söka sig tillbaka till ett urgammalt keltiskt Irland vars historia var och är nästan okänd – långt innan invandringen av germanska folk till de brittiska öarna, före kristendomen och före Romarrikets erövring av Britannien och kontakterna med den grekisk-romerska kulturen – och det anses av många vara ett av skälen till Irlands rika bidrag till fantasy-genren liksom till att traditioner som halloween har lyfts fram och exporterats. Gullivers resors irländske författare Jonathan Swift (1667-1745) kanske skulle kunna kallas den irländska fantasyns fader, men han var egentligen satiriker och i likhet med många av sina efterföljare verksam utanför Irland. Oscar Wilde (1854-1900), Ella Young (1867-1956) och Lord Dunsany (baron Edward Plunkett) (1878-1957) är några av dessa.